# Stabilimenti dello Stretto
Gli Stabilimenti dello Stretto (Straits Settlements in lingua inglese) furono un insieme di territori della Compagnia britannica delle Indie orientali nel sud-est asiatico, cui fu data amministrazione collettiva nel 1826 come colonia della corona britannica, distinta dagli stati principeschi originari, alcuni dei quali più tardi formarono la Federazione della Malesia. Inizialmente gli Stabilimenti dello Stretto comprendevano Penang (a volte ufficialmente denominato Isola del Principe del Galles), Singapore con circa una ventina di isolette di dimensioni poco significative situate nelle sue immediate vicinanze, le isole e il territorio del Dinding (ora Manjung), Seberang Perai (Province Wellesley in lingua inglese), la città e il territorio di Malacca e le isole di Labuan.

## Storia e ordinamento
La creazione degli Stabilimenti dello Stretto fu decisa nel Trattato anglo-olandese del 1824 stipulato tra la Regno Unito e il Regno Unito dei Paesi Bassi, attraverso il quale l'arcipelago malese venne diviso in due zone: una britannica a nord e una olandese a sud. Da tale decisione conseguì lo scambio tra la colonia inglese di Bencoolen (nell'isola di Sumatra) e la colonia olandese di Malacca, nonché l'indiscusso controllo di Singapore. La sua capitale fu spostata da Penang a Singapore nel 1832.
Nel 1867 gli Stabilimenti divennero una colonia della corona britannica, direttamente subordinati all'Ufficio coloniale (Colonial Office) di Londra anziché al governo di Calcutta fondato in India il 1º aprile. Poco prima, il 4 febbraio, una lettera patente (Letters Patent) garantì infatti agli Stabilimenti una costituzione coloniale. Tale decisione conferì molto potere al Governatore degli Stabilimenti, che amministrava la colonia con l'ausilio di un Consiglio esecutivo (Executive Council), composto interamente da membri ex-officio, e di un Consiglio legislativo (Legislative Council), composto da membri in parte ex-officio e in parte nominati, dei quali i primi avevano permanentemente la maggioranza, seppur ristretta. Il lavoro di amministrazione, sia nella colonia, sia negli Stati malesi federati, veniva svolto per mezzo di una burocrazia statale i cui membri erano reclutati tramite prove selettive tenute annualmente a Londra.
Penang e Malacca furono amministrate, direttamente sotto il governatore, da consiglieri locali.

### Dinding e Seberang Perai
I territori del Dinding, costituiti da alcune isole site alla foce del fiume Perak e da una piccola porzione di territorio sulla terraferma adiacente, furono ceduti da Perak al governo britannico in base al Trattato di Pangkor del 1874. Le speranze che il suo eccellente porto naturale si sarebbe dimostrato prezioso finirono con l'essere deluse, e le isole, che sono scarsamente abitate e del tutto prive di importanza sia politicamente che finanziariamente, furono amministrate dal governo di Perak.
Seberang Perai, situata sulla terraferma di fronte all'isola di Penang, fu ceduta alla Gran Bretagna nel 1798 dal Sultano di Kedah. Il confine con Kedah è stato poi rettificato dal trattato con il Siam del 1867. Era amministrato da un district officer, con alcuni assistenti, responsabile verso il consigliere residente (resident councillor) di Penang.
Il paese consiste, per la maggior parte, di pianura fertile, a quel tempo densamente popolata da malesi, e occupata in alcune parti da coltivatori di zucchero e da altri impegnati in attività agricole simili in cui veniva occupata forza lavoro cinese e tamil. Circa un decimo dell'intera area era coperta da basse colline con giungla fitta. Ampie quantità di riso erano ricavate dalle coltivazioni degli abitanti malesi. Una linea ferroviaria attraversava Seberang Perai da Batu Kawan (un'isola posta di fronte a Penang) fino a Perak, e di là attraverso Selangor e il Negri Sembilan fino a Malacca.

### L'ampio ruolo del Governatore
Le Isole Cocos e Keeling (che furono colonizzate e allo stesso tempo possedute dalla famiglia scozzese Clunies-Ross) e l'Isola del Natale, in precedenza unite a Ceylon, furono trasferite nel 1886 sotto la giurisdizione del Governatore degli Stabilimenti a Singapore, insieme a Labuan nel 1906.
Il Governatore degli Stabilimenti era anche Alto Commissario per gli Stati Malesi Federati nella penisola, per il Borneo del Nord britannico, il sultanato del Brunei e Sarawak nel Borneo, e anche governatore di Labuan, da quando l'amministrazione della colonia di Labuan - in precedenza assegnata alla British North Borneo Company - ritornò sotto il governo britannico. Gli inglesi controllavano gli stati originari di Perak, Selangor, Negeri Sembilan e Pahang, ma dal 1º luglio 1896, quando la federazione di questi stati fu compiuta, venne nominato un supervisore residente (resident-general), responsabile verso il Governatore (nella sua qualità di Alto Commissario) di tutti i protettorati britannici nella penisola.

### Dissoluzione
La colonia fu dissolta nel 1946, quando Singapore divenne una colonia distinta e fondamentalmente indipendente, mentre Penang e Malacca aderirono all'Unione malese, che col tempo darà vita alla Malaysia.
Le Isole Cocos e Keeling e l'Isola del Natale, che nel 1946 facevano parte della colonia di Singapore, finirono sotto l'amministrazione australiana rispettivamente nel 1955 e nel 1957, mentre Labuan entrò a far parte del Borneo del Nord britannico come distretto di Sabah, più tardi anch'esso parte della Malaysia.

## Popolazione
Di seguito area e popolazione, con il dettaglio della distribuzione razziale, della colonia degli Stabilimenti dello Stretto. I dati sono quelli del censimento del 1901.
|                                  | Area in miglia quadrate | Popolazione nel 1891 | Popolazione nel 1901 | Popolazione nel 1901 | Popolazione nel 1901 | Popolazione nel 1901 | Popolazione nel 1901 | Popolazione nel 1901 | Popolazione nel 1901 |
| Totale                           | Area in miglia quadrate | Popolazione nel 1891 | Europei              | Eurasiatici          | Cinesi               | Malesi               | Indiani              | Altre nazionalità    |                      |
| -------------------------------- | ----------------------- | -------------------- | -------------------- | -------------------- | -------------------- | -------------------- | -------------------- | -------------------- | -------------------- |
| Singapore                        | 206                     | 184.554              | 228.555              | 3.824                | 4.120                | 164.041              | 36.080               | 17.823               | 2.667                |
| Penang, Seberang Perai e Dinding | 381                     | 235.618              | 248.207              | 1.160                | 1.945                | 98.424               | 106.000              | 38.051               | 2.627                |
| Malacca                          | 659                     | 92.170               | 95.487               | 74                   | 1.598                | 19.468               | 72.978               | 1.276                | 93                   |
| Totale                           | 1.246                   | 512.342              | 572.249              | 5.058                | 7.663                | 281.933              | 215.058              | 57.150               | 5.387                |

La popolazione, che era di 306.775 nel 1871 e di 423.384 nel 1881, raggiunse nel 1901 un totale di 572.249 unità. Come negli anni precedenti, l'incremento era unicamente dovuto all'immigrazione, in particolare di cinesi, sebbene un considerevole numero di tamil e di altri indigeni dell'India si stabilivano annualmente negli Stabilimenti dello Stretto.
Durante l'anno 1900 il numero totale di nascite registrate nella colonia fu di 14.814, e il rapporto ogni mille abitanti durante gli anni precedenti si attestò rispettivamente a 22,18 (1896), 20,82 (1897) e 21,57 (1898). Sempre nel 1900 il numero totale delle morti registrate fu di 23.385, con un rapporto ogni mille abitanti che negli anni precedenti fu rispettivamente pari a 42,21 (1896), 36,90 (1897), 30,43 (1898), 31,66 (1899) e 36,25 (1900). La causa di tale superiorità delle morti sulle nascite è da attribuirsi al fatto che la popolazione cinese e indiana, pari a 339.083 persone e a oltre il 59% del totale, era composta di 261.412 maschi e solo 77.671 femmine; inoltre, di queste ultime, solo un numero relativamente piccolo era costituito da donne sposate e madri di famiglia. Anche tra gli europei i maschi erano numericamente molto superiori alle femmine, con un rapporto di circa 2 a 1. Tra i malesi e gli eurasiatici, i soli ad avere un rapporto proporzionato tra i due sessi, la mortalità infantile era invece sempre molto elevata, a causa dei matrimoni contratti in giovane età e ad altri motivi ben noti.
Il numero totale degli immigrati arrivati nei vari insediamenti nel 1906 si è attestato a 285.559 unità, distinte come segue:
- Singapore: 176.587 cinesi;
- Penang, Seberang Perai e Dinding: 56.333 cinesi e 52.041 indiani;
- Malacca: 598 cinesi.

Nel medesimo anno gli emigrati sono stati 39.136, per lo più cinesi tornati in patria. Nel 1867, data del trasferimento della colonia dalla East India Company alla corona, la popolazione totale si stima fosse pari a 283.384 unità.

## Economia

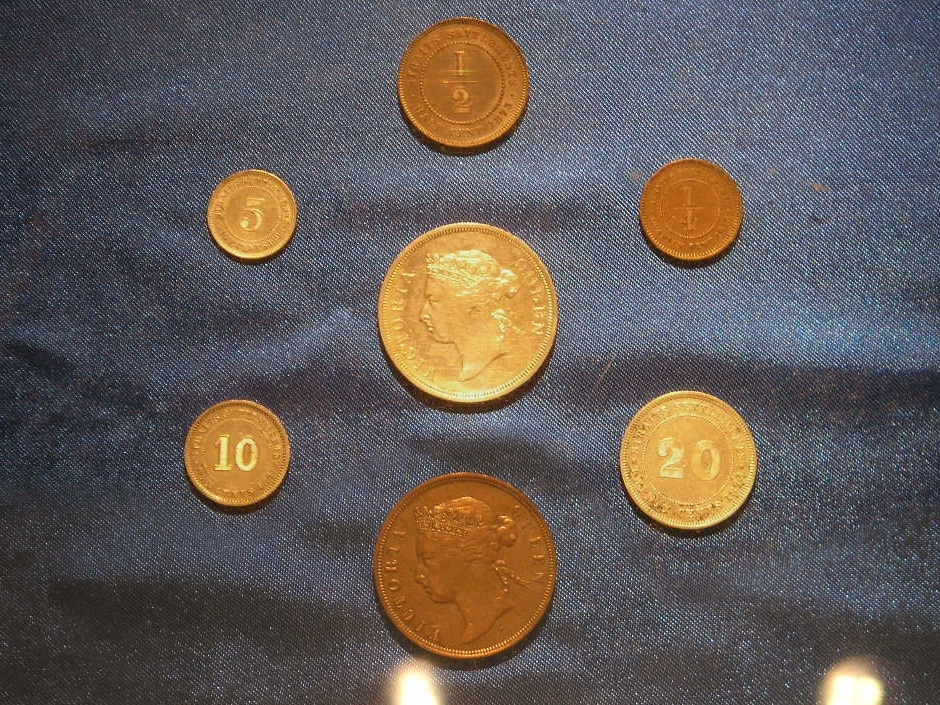
Monete utilizzate negli Stabilimenti, raffiguranti la regina Vittoria (Museo Nazionale di Kuala Lumpur).

Le entrate della colonia nel 1868 ammontavano a soli $1.301.843; nel 1906 si attestavano invece a $9.512.132, esclusi $106.180 relativi ad acconti per la vendita di terreni. Di questa somma $6.650.558 derivavano dai dazi all'importazione su oppio, vini e liquori nonché dalle licenze per la relativa commercializzazione, $377.972 da rendite fondiarie, $592.962 dall'attività di poste e telegrafo e $276.019 dai diritti portuali. Le spese, che nel 1868 ammontavano a $1.197.177, crebbero nel 1906 fino a $8.747.819. Il costo totale dell'apparato amministrativo ammontava a $4.450.791, dei quali $2.586.195 per gli emolumenti al personale e $1.864.596 per altri costi. La spesa militare ammontava nel 1906 a $1.762.438; al riguardo si segnala che la colonia era tenuta a pagare al governo imperiale il 20% delle proprie entrate lorde a titolo di contributo militare. $578.025 furono spesi per la manutenzione delle opere pubbliche esistenti e $1.209.291 per nuove strade, ponti e palazzi.